# Hunters Point Avenue
Hunters Point Avenue, in passato conosciuta con il nome di 49th Avenue, è una fermata della metropolitana di New York, situata sulla linea IRT Flushing. Nel 2015 è stata utilizzata da 1 848 769 passeggeri.

## Storia
La stazione venne aperta il 15 febbraio 1916, come capolinea provvisorio del primo prolungamento verso est della linea IRT Queensboro, oggi nota come linea IRT Flushing. Rimase capolinea fino al 5 novembre 1916, quando la linea venne estesa ulteriormente ad est fino a Queensboro Plaza, divenendo stazioni di transito.

## Strutture e impianti
Vernon Boulevard-Jackson Avenue è una fermata sotterranea con due binari e due banchine laterali. Il mezzanino con i tornelli è posto sopra il piano binari, all'estremità nord delle due banchine e ed è collegato ad esse attraverso due scale per banchina. Lo stile della stazione è ispirato a quello italiano neorinascimentale.
La stazione è situata sotto l'incrocio tra 21st Street e 49th Avenue e possiede in totale tre uscite, tutte su 49th Avenue. Due delle uscite sono inoltre situate nelle immediate vicinanze della stazione della Long Island Rail Road.

## Movimento
La stazione è servita dai treni di due services della metropolitana di New York:
- Linea 7 Flushing Local, sempre attiva;[6]
- Linea 7 Flushing Express, attiva solo nelle ore di punta.[6]

## Interscambi
La stazione è servita da diverse autolinee gestite da MTA Bus. Inoltre, interscambia con il servizio ferroviario suburbano Long Island Rail Road presso la stazione ferroviaria di Hunterspoint Avenue.
- Stazione ferroviaria Hunterspoint Avenue
- Fermata autobus